# Санаворд
Санаворд (перс. سناورد) — село в Ірані, у дегестані Енадж, у бахші Каре-Чай, шагрестані Хондаб остану Марказі. За даними перепису 2006 року, його населення становило 704 особи, що проживали у складі 200 сімей.

## Клімат
Середня річна температура становить 12,60°C, середня максимальна – 31,42°C, а середня мінімальна – -7,84°C. Середня річна кількість опадів – 286 мм.
| Клімат поселення                              | Клімат поселення | Клімат поселення | Клімат поселення | Клімат поселення | Клімат поселення | Клімат поселення | Клімат поселення | Клімат поселення | Клімат поселення | Клімат поселення | Клімат поселення | Клімат поселення | Клімат поселення |
| Показник                                      | Січ.             | Лют.             | Бер.             | Квіт.            | Трав.            | Черв.            | Лип.             | Серп.            | Вер.             | Жовт.            | Лист.            | Груд.            |                  |
| Середній максимум, °C                         | 8,31             | 10,04            | 13,72            | 18,76            | 23,86            | 29,29            | 31,42            | 31,16            | 26,12            | 20,38            | 14,56            | 8,80             |                  |
| Середня температура, °C                       | 0,24             | 1,97             | 5,64             | 10,69            | 15,78            | 21,22            | 25,28            | 25,02            | 20,00            | 14,25            | 8,42             | 2,67             |                  |
| Середній мінімум, °C                          | −7,84            | −6,11            | −2,42            | 2,61             | 7,71             | 13,13            | 19,15            | 18,90            | 13,86            | 8,11             | 2,30             | −3,45            |                  |
| Норма опадів, мм                              | 43               | 37               | 51               | 37               | 33               | 7                | 0                | 1                | 0                | 8                | 27               | 42               |                  |
| Середньомісячна швидкість вітру, м/с          | 2.06             | 2.47             | 3.08             | 3.37             | 3.02             | 2.66             | 2.82             | 2.70             | 2.40             | 2.21             | 1.70             | 2.01             |                  |
| Середньомісячна сонячна радіація, кДж/м²·день | 9018             | 12278            | 14684            | 18171            | 22156            | 26836            | 25699            | 23938            | 21078            | 15507            | 10836            | 8851             |                  |
| --------------------------------------------- | ---------------- | ---------------- | ---------------- | ---------------- | ---------------- | ---------------- | ---------------- | ---------------- | ---------------- | ---------------- | ---------------- | ---------------- | ---------------- |
| Джерело:                                      |                  |                  |                  |                  |                  |                  |                  |                  |                  |                  |                  |                  |                  |